# Eucrosia stricklandii
Eucrosia stricklandii är en amaryllisväxtart som först beskrevs av John Gilbert Baker, och fick sitt nu gällande namn av Alan W. Meerow. Eucrosia stricklandii ingår i släktet Eucrosia och familjen amaryllisväxter. IUCN kategoriserar arten globalt som sårbar.
Artens utbredningsområde är Ecuador.

## Underarter
Arten delas in i följande underarter:
- E. s. montana
- E. s. stricklandii